# Умаров, Жаа Алиевич
Жаа Алиевич Умаров (род. 6 октября 1954) — чеченский тренер по вольной борьбе, Заслуженный тренер России. До конца 2013 года был главным тренером сборной команды Чеченской Республики. Входит в тренерский штаб сборной России.

## Известные воспитанники
- Болтукаев, Анзор Адамович — чемпион России, призёр чемпионатов России и мира;
- Джукаев, Расул Магомедович — чемпион России, призёр чемпионатов России, Европы и мира;
- Дукаев, Бекхан Лечиевич — призёр чемпионата России;
- Дургаев, Хизир Денаевич — чемпион и обладатель Кубка России;
- Чакаев, Ахмед Османович — чемпион и призёр чемпионатов России, бронзовый призёр чемпионатов мира, серебряный призёр чемпионата Европы